# Ливси, Роджер
Ро́джер Ли́вси (англ. Roger Livesey, 25 июня 1906, Барри — 4 февраля 1976, Уотфорд) — британский актёр театра и кино. Лауреат «Серебряной раковины за лучшую мужскую роль» (Кинофестиваль в Сан-Себастьяне, 1960 год). Наиболее известен творческим сотрудничеством с кинематографистами Майклом Пауэллом и Эмериком Прессбургером в фильмах «Жизнь и смерть полковника Блимпа», «Я знаю, куда я иду!» и «Лестница в небо». Высокий рост, атлетическая фигура, характерный хриплый голос позволили ему создать много заметных ролей в театре и кино.

## Биография
Родился в 1906 году в небольшом приморском городе Барри на юге Уэлса. Образование получил в престижной христианской школе в Вестминстере (Лондон). Первую роль — мальчика на посылках, сыграл в возрасте 11 лет в St James’s Theatre. После этого в 1920—1926 годах он сыграл десятки персонажей в диапазоне от пьес Шекспира до современных комедий. Позже гастролировал в Индии и Южной Африке. В начале 1930-х годов работал в театре Олд Вик. В 1936 году гастролировал в Нью-Йорке. Там же женился на британской актрисе Урсуле Джинс.
После начала Второй мировой войны Ливси и его жена были в числе первых актёров, организующих развлекательные мероприятия для вооружённых сил. Позже Ливси обратился с просьбой направить его на службу в Королевские ВВС, но это предложение в силу его возраста было отклонено. Вместо этого он был направлен для работы на авиационном заводе при аэродроме возле Лестера в центральной Англии. В 1943 году Ливси приглашён Майклом Пауэллом на главную роль в фильме «Жизнь и смерть полковника Блимпа». Сначала на эту роль был выбран Лоренс Оливье. Однако Министерство информации не одобрило сценарий фильма (действия британских руководителей были показаны там в критическом ракурсе) и организовало запрет на отзыв из действующей армии Оливье (тот служил в Воздушных силах флота Великобритании). Тогда Пауэлл и Прессбургер приняли решение снимать Роджера Ливси. Фильм был показан в США, и актёр приобрёл международную известность. В 1945 году он был первым приглашён на главную мужскую роль в фильме «Короткая встреча», но позже она была отдана Тревору Ховарду.
1950-е годы не принесли заметных ролей, лишь образ полковника Бэрка в фильме «Хозяин Баллантрэ» был отмечен как яркий и комичный. В 1960 году выходит картина «Лига джентльменов», в которой Ливси играет одного из главных персонажей. За роль капеллана — мошенника он, совместно с Ричардом Аттенборо, Джеком Хокинсом и Брайаном Форбсом, получил «Серебряную раковину» за лучшую мужскую роль на Кинофестивале в Сан-Себастьяне. Неплохо критикой была встречена лента с его участием «Комедиант»: «Прекрасно играет мистер Ливси, смешивая воодушевление и помпезность отставного комика». Дальнейшие работы актёра заметными творческими успехами отмечены не были.
Ливси умер в 1976 году в Уотфорде от колоректального рака в возрасте 69 лет.

## Избранная фильмография
| Год  |   | Русское название                 | Оригинальное название               | Роль                      |
| ---- | - | -------------------------------- | ----------------------------------- | ------------------------- |
| 1936 | ф | Рембрандт                        | Rembrandt                           | натурщик                  |
| 1943 | ф | Жизнь и смерть полковника Блимпа | The Life and Death of Colonel Blimp | Клайв Кэнди               |
| 1945 | ф | Я знаю, куда я иду!              | I Know Where I'm Going!             | Торкуил Макнейл           |
| 1946 | ф | Лестница в небо                  | Stairway to Heaven                  | доктор Ривс               |
| 1948 | ф | Всё наоборот                     | Vice Versa                          | Пол Балтитуд/Дик Балтитуд |
| 1951 | ф | Зелёный дикий камыш              | Green Grow the Rushes               | капитан Биддль            |
| 1953 | ф | Хозяин Баллантрэ                 | The Master of Ballantrae            | полковник Фрэнсис Берк    |
| 1956 | ф | Близкий незнакомец               | The Intimate Stranger               | Бен Кейс                  |
| 1958 | ф | Это случилось при свете дня      | It Happened in Broad Daylight       | профессор Манц            |
| 1960 | ф | Лига джентльменов                | The League of Gentlemen             | «капеллан» Майкрофт       |
| 1960 | ф | Комедиант                        | The Entertainer                     | Билли Райс                |
| 1967 | ф | Царь Эдип                        | Oedipus Rex                         | пастух                    |